# Nomy
Patrick Berndt Boris "Nomy"  Marquardt, född 15 december 1979, är en svensk artist från Ulricehamn.

## Bakgrund
Nomy är uppväxt i Ulricehamn och blev i fjärdeklass introducerad till musik. 15 år gammal fick han en dator och började göra musik i programmet Fruity loops (Numera FL Studio).
På 90-talet skrev han Eurodance och Psytrance tillsammans med kända chiptunes-musiker såsom Anak och Thomas Danko, men gick senare över till att skriva rockmusik i sin hemmastudio[källa behövs].

## Karriär
Nomy har inget skivkontrakt utan använder sig av Internet för att sälja och få ut sin musik till en bred massa. Nomy sjunger och spelar gitarr själv men mycket gör han i sin dator. Hans låtar varierar med allt från rock till ballader med influenser från Skate, Metal såsom grupper som Bad Religion, Danko Jones och In Flames och Elvis Presley[källa behövs].
På Spotifys världstopplista har Nomys låtar legat som #10. Han säljer också åtskilliga album via sin webbplats och genom Spotify. Han blev nominerad till en grammis för årets innovatör 2010.
2015 Blev Nomy belönad med 8st Guldskivor och 2st dubbla platinaskivor och en singelplatina.

## Diskografi
Studioalbum
- 2007 - Atonic Atrocity
- 2008 - Song Or Suicide
- 2009 - Welcome to My Freakshow
- 2010 - Disconnected
- 2011 - By The Edge Of God
- 2011 - A Dream For The Weaker
- 2012 - Verity, Denial and Remorse
- 2013 - Free fall
- 2014 - Psycopath
- 2014 - The full story of Diane (EP)
- 2016 - Be your own god
- 2020 - Mary on a cross
- 2020 - Want you bad
- 2021 - Red Flags

Samlingsalbum
- 2009 - Random Bad Songs 1990-2000
- 2015 - Diane Collection

Övriga album
- 1997 - Chronosphere